# Nilssonia leithii
Nilssonia leithii е вид костенурка от семейство Мекочерупчести костенурки (Trionychidae). Видът е уязвим и сериозно застрашен от изчезване.

## Разпространение
Разпространен е в Индия (Андхра Прадеш, Карнатака, Керала, Мадхя Прадеш, Махаращра и Тамил Наду).